# بيليب إيللينكو
بيليب إيللينكو (بالأوكرانية: Пилип Юрійович Іллєнко)‏ (1977-2019) هو ممثل ومنتج سينمائي وسياسي أوكراني، مدير الوكالة الأوكرانية في شؤون السينما. ولد في 30 سبتمبر 1977 في كييف.

## سيرة حياته
ولد في 30 سبتمبر 1977 في كييف، أبوه المخرج السينمائي يوري إيللينكو وأمه الممثلة ليودميلا يفيمينكو ولديه الشقيق الأصغر أندريه. تخرج من معهد العلاقات الدولية التابع لجامعة تاراس شفتشينكو الوطنية في كييف سنة 1999 وحصل على شهادة ماجستير القانون الدولي ومترجم اللغة الإنجليزية وبكالوريوس العلاقات الدولية. كان يمارس مهنة الحقوقي. كان يعمل في قسم القانون الدولي لوزارة العدل في 1999 و2000. وكان يعمل مستشارا علميا في إدارة البرلمان الأوكراني (الرادا) من 2000 حتى 2002 وكان يحتل منصب مستشار قانوني في شركة (أوتيل) الأوكرانية الأمريكية الهولندية الألمانية. في 2002-2004، وفي 2005 كان مستشارا قانونيا في شركة (أوكر تلكوم) وهي شركة فرعية لشركة (أوتيل). كان مديرا لشركة (إيللينكو تا سيزوف) الحقوقية في 2006-2008 وكان مديرا لشركة (إيللينكو فيلم) من 2008 إلى 2014. كان منتجا سينمائيا للمهرجان السينمائي (فيدكريتا نيتش) في فترة ما بين 2007 و2009. كان منتجا سينمائيا لعدة أفلام أوكرانية. منذ 2000 يمارس نشاطات اجتماعية. هو مؤسس منظمة (ناريشتي) الاجتماعية. كان يعمل بصفته مستشارا في الوكالة الأوكرانية في شؤون السينما منذ 2013.

## العائلة
زوجته يفغينيا إللينكو وابنه الأكبر غيورغي (2008) وابنه الأصغر سفياتوسلاف (2010).